# Cities XL (jeu vidéo)
Pour la série de jeux vidéo, voir Cities XL (série).
Cities XL, au départ appelé Cities Unlimited, est un jeu vidéo de gestion urbaine développé par Monte Cristo et distribué par Focus Home Interactive. Initialement prévu pour le mois de septembre 2009, il sort le 8 octobre 2009 en Europe et le 9 octobre 2009 en Amérique du Nord sur Windows. Il s'agit du premier opus de la série du même nom.
Le développement de Cities XL commence après la sortie de City Life, autre jeu de construction et de gestion urbaine conçu par le même développeur, publié en 2006. Le joueur incarne le maire d'une ville dans laquelle il délimite les zones de construction des habitations et des entreprises et place les différentes infrastructures nécessaires a son bon fonctionnement. À sa sortie, Cities XL se veut ambitieux en introduisant un volet multijoueur à un jeu de construction de ville. L'expérience ne séduit cependant pas assez de joueurs ce qui conduit le développeur à fermer ses serveurs, le jeu devenant ainsi exclusivement solo.
Les aspects innovants du jeu sont plutôt bien accueillis par la presse spécialisée qui met en avant le mode multijoueur, considéré comme un renouveau dans le genre. Le succès commercial du jeu reste néanmoins mitigé, Cities XL s'étant écoulé à seulement 100 000 exemplaires trois mois après sa sortie, bien loin des espérances du développeur.
L'échec commercial du jeu cause la fermeture du studio de développement qui demeurait dans une situation financière difficile. La licence est acquise par Focus Home Interactive en juin 2010 et publie une suite, intitulée Cities XL 2011 le 14 octobre 2010. Le 20 octobre 2011 sort le troisième opus de la série, Cities XL 2012. Le 14 février 2013 sort le quatrième volet, disponible sous forme d'extension ou standalone, Cities XL Platinum. Le dernier opus, intitulé Cities XXL, sort le 5 février 2015.

## Système de jeu
Cities XL est un jeu de construction et de gestion où le joueur doit développer sa ville, en augmentant sa population, en assurant la satisfaction des habitants et en développant son économie.
Le joueur peut décider de construire sa ville sur 25 cartes différentes, réparties dans des centaines d'emplacements et regroupées sur une planète ; ainsi plusieurs emplacements peuvent être composés de cartes identiques. Chaque carte possède ses propres ressources : certaines cartes sont riches en pétrole ou sont plus propices à l'établissement d'une station balnéaire, affectant ainsi les possibilités de développement de chaque ville. La superficie des cartes est supposée être équivalente à un terrain de 100 km2.
La population dans Cities XL est répartie en quatre classes sociales basées sur la richesse : les travailleurs, les travailleurs qualifiés, les managers et les élites. Les plus riches sont plus exigeants en matière d'approvisionnement et de services. Pour attirer des habitants, le joueur doit veiller à les satisfaire, en fournissant divers services par la construction d'hôpitaux, de commissariats ou de casernes de pompiers, de manière équitable à travers toute la carte.
Cities XL fournit un système économique simplifié, en introduisant le concept de « tokens ». Ce terme est utilisé comme unité des ressources produites (comme le carburant ou l'agroalimentaire) mais il désigne aussi les services proposés par les entreprises (les commerces et les bureaux), ainsi que les différentes catégories de la population. Le maire peut échanger ces tokens contre la monnaie du jeu à une entreprise gérée par l'IA appelée « Omnicorp », ou entre d'autres villes créées par d'autres joueurs lorsque le volet multijoueur du jeu était toujours proposé. Le maire doit veiller à équilibrer son budget.
Le joueur construit également le réseau de transport de sa ville. Il permet aux citoyens de se rendre à leur lieu de travail mais aussi de transporter les ressources afin de permettre leur échange.

### Interface et contrôles

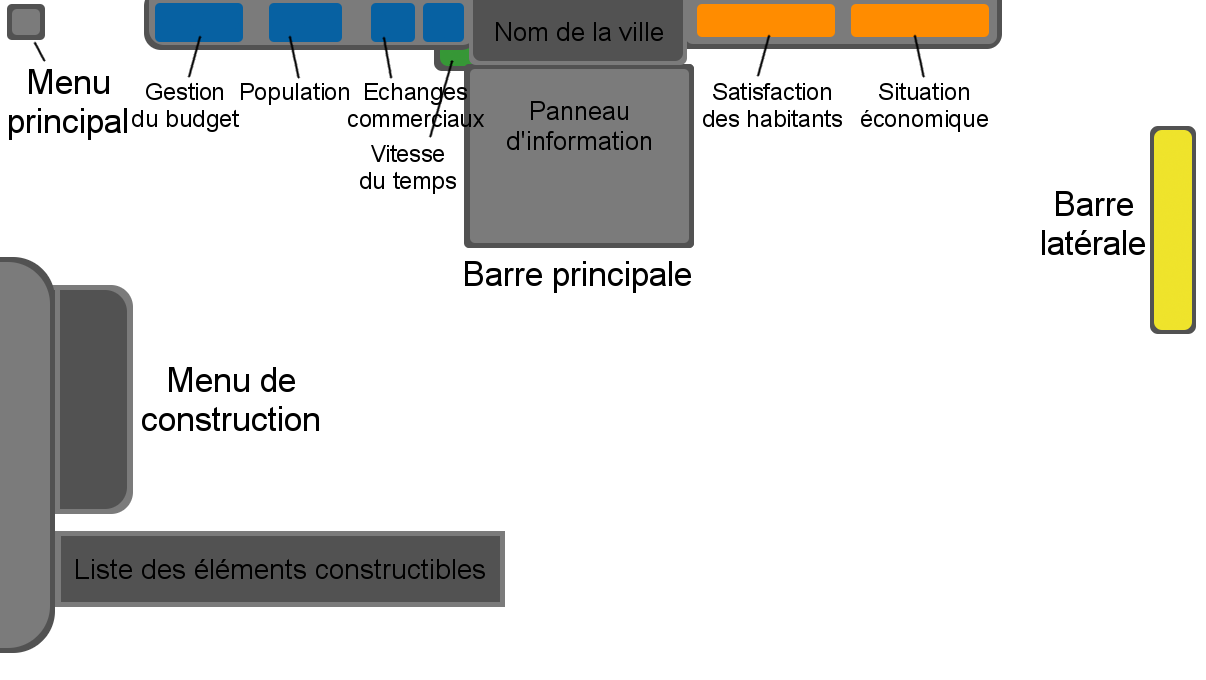
Reproduction de l'interface de Cities XL.

L'interface du jeu se compose de trois parties.
- La barre principale : située dans la partie supérieure de l'écran, elle affiche les différentes statistiques concernant la ville. Elle indique le budget de la cité ainsi que la balance mensuelle, la population, la satisfaction des habitants et la situation économique. Celle-ci donne également accès à différentes fenêtres permettant la gestion des impôts ou affichant des informations détaillés sur la répartition de la population. Une barre d'information est également présente, informant le maire des problèmes survenant dans la ville.
- Le menu construction : située à gauche de l'écran, elle regroupe tous les outils pour bâtir sa ville (zones de construction, infrastructures, les routes, etc.) Un clic sur une des catégories fait apparaître en bas de l'écran une liste d'éléments que le joueur peut construire.
- La barre latérale : située à droite, elle affiche une liste permettant au joueur d'afficher directement sur la ville, différentes informations concernant la répartition des services ou le transport. Ainsi, sélectionner l'onglet trafic fait apparaître sur les routes de la ville un code couleur indiquant le taux d'utilisation de chaque route, allant du vert pour une route peu utilisée au rouge pour une route très encombrée[11].

Entièrement en 3D, le joueur a le choix entre différents points de vue. La vue satellite permet d'avoir une vision globale de la cité, tandis que la vue à la première personne, point de vue le plus proche, permet de suivre les animations présentes dans la ville.

### Offre planète
Cities XL intégrait un volet en ligne massivement multijoueur, baptisé « offre planète ». Lancé à sa sortie, il se composait de cinq mondes persistants appelés « planètes » indépendantes les unes des autres (trois réservés aux joueurs anglophones et internationaux, une aux joueurs français et une aux joueurs germanophones). Chaque planète possédait un nombre déterminé d'emplacements (compris entre 3 000 et 5 000) sur lequel les joueurs bâtissaient leur ville. Chaque joueur pouvait construire jusqu'à cinq villes par planète.
Dans cette offre, chaque abonné devait créer son propre personnage, appelé « avatar » à l'aide d'un outil de création. Les abonnés avaient la possibilité de visiter les villes créées par d'autres participants au mode en ligne en contrôlant leurs avatars. Les joueurs d'une même planète pouvaient échanger les ressources entre leurs propres villes ou les mettre en vente au sein d'un marché mondial fictif. Les joueurs pouvaient s'entraider pour réunir les ressources nécessaires à bâtir les mégastructures. Les abonnés communiquaient à travers un module de messagerie instantanée, en s’adressant à un joueur particulier ou aux joueurs connectés au sein de la planète entière. Monte Cristo permettait aussi aux abonnés de gérer leur ville depuis le site officiel du jeu, en gérant les contrats d'échange de ressources ou en leur permettant de publier des informations concernant leur ville directement sur leur page personnelle. Enfin, l'abonnement à l'offre planète donnait accès de nouvelles fonctionnalités et de nouveaux bâtiments, comme les transports en commun ou les packs de contenus.
L'accès à l'offre planète nécessitait de payer un abonnement mensuel, dont le prix variait entre 7 et 4,5 euros par mois selon la formule choisie. Par suite d'un nombre d'abonnements beaucoup plus faible que prévu pour rentabiliser le service, Monte Cristo annonce la fin de l'offre multijoueur en janvier 2010. Le mode en ligne ferme définitivement le 8 mars 2010.

## Développement
Le développement de Cities XL a duré plus de deux ans et a nécessité un investissement de plus de neuf millions d'euros.

### Origines et début de conception

Premier logo de Cities Unlimited.

Ayant développé les jeux de gestion de la série Fire Department et plus particulièrement City Life en 2006, le studio français Monte Cristo acquiert une certaine expérience dans le domaine des jeux de construction urbaine. Dès 2006, après City Life, l'entreprise envisage de lancer un nouveau city-builder. Jérôme Gastaldi, PDG de Monte Cristo explique que l'équipe de développement fourmillait d'idées, mais ne pouvait pas les mettre en place dans une suite de City Life, du fait que le gameplay aurait été radicalement différent de celui des premiers opus. Le 11 juin 2007, Philippe Da Silva, gestionnaire de communauté de Monte Cristo, annonce sur son blog l'arrivée prochaine d'un nouveau jeu de construction et de gestion urbaine. Le 19 juin, il accorde une interview aux rédacteurs de Simtropolis, en dévoilant également deux images et le nom choisi pour le jeu : Cities Unlimited.
La déception causée par la sortie de SimCity Sociétés, dont le gameplay est jugé peu profond, contribue à attirer l'attention de la communauté de fans vers ce nouvel opus,. Au cours du développement, Monte Cristo tente d'impliquer les futurs joueurs dans la conception du jeu. L'équipe travaillant sur Cities Unlimited maintient dès octobre 2007 un blog dédié au développement du jeu ainsi qu'un forum de discussion. Les messages comprennent des informations détaillés sur le gameplay ou des vidéos explicatives. Les développeurs donnent la possibilité aux joueurs de proposer des idées concernant le jeu. L'équipe de développement organise notamment des concours ; ainsi, Monte Cristo propose aux joueurs de suggérer les bâtiments qu'ils souhaitent voir modélisés au sein du jeu. Les développeurs organisent aussi un jeu-concours tout au long du mois de décembre 2008.
Malgré le fait que le développement du jeu faisait déjà écho au sein de la presse spécialisée, Monte Cristo annonce officiellement le jeu en avril 2008 au grand public. Les développeurs en profitent pour modifier le logo et le nom du jeu en Cities XL, principalement pour des problèmes de droits d'auteur,.

### Test bêta
En avril 2009, Monte Cristo démarre les inscriptions à un test bêta. Les joueurs intéressés peuvent s'inscrire à la bêta fermée par le biais du site officiel. La phase d'inscription s'achève le 10 juin et des joueurs sont sélectionnés pour la période d'essai. Néanmoins, Monte Cristo permet aux joueurs qui n'ont pas été choisis pour le test à obtenir une clé de produit à travers différents sites spécialisés durant l'intégralité de la phase bêta,,.
À la suite des retours et des suggestions envoyés par les testeurs, de nombreuses modifications sont apportées au système économique, et en particulier au système d'échange de ressources. L'interface, décrite comme mal conçue et trop imposante, est aussi revue. Les développeurs règlent également quelques problèmes liés aux performances et à la stabilité du jeu, ainsi que de nombreux bugs.

### Sortie
Cities XL est disponible en français, en anglais et en allemand. Focus Home Interactive est chargée de la distribution de la version française et Flashpoint de la version allemande, Namco Bandai Partners (en) distribuant quant à elle la version anglaise,. En dépit des améliorations apportées au cours de la bêta, le manque de fonctionnalités essentielles comme la gestion des transports publics et de nombreux bugs conduisent le studio à repousser la date de sortie du jeu d'un mois, au départ prévu pour le mois de septembre 2009. Ce temps supplémentaire accordé au développement du jeu permet notamment à Monte Cristo d'améliorer la qualité du mode en ligne, jusque-là critiqué pour l'instabilité des serveurs.
Le développement de Cities XL se poursuit après sa publication, Monte Cristo annonçant que de nouveaux éléments de gameplay seraient ajoutés au fur et à mesure. Au cours des mois qui ont suivi sa sortie, de nouveaux bâtiments comme les mégastructures et les packs de contenu sont intégrés,. En décembre 2009, Monte Cristo implante le premier module de transport public, permettant ainsi aux joueurs de placer des lignes de bus à travers leurs villes. Ces contenus téléchargeables, à leur sortie, restent néanmoins réservés aux abonnés à l'offre planète. Ce choix s'est imposé pour pousser les joueurs à participer au mode en ligne payant, les développeurs expliquant que les joueurs qui supportent le jeu à travers les abonnements devaient logiquement bénéficier des nouveaux contenus. La fermeture du mode en ligne permet finalement à tous les joueurs de bénéficier de ces contenus additionnels, rendus disponibles à travers un patch.
De nombreuses fonctionnalités annoncées avant la sortie du jeu comme le métro n'ont malgré tout pas pu voir le jour, à la suite de la fermeture du studio de développement causé par l'échec commercial du jeu (cf. Ventes),. Après la reprise de la licence par Focus Home Interactive en juin 2010, les nouvelles fonctionnalités prévues par Monte Cristo sont intégrées dans les opus suivants, notamment dans Cities XL 2011 qui intègre les réseaux de métro,.

## Accueil

### Critique
À sa sortie, Cities XL a fait l'objet de critiques partagées. Si la plupart des titres de la presse spécialisée lui attribuent une note plutôt élevée en privilégiant ses points forts, les lacunes du gameplay restent critiquées de façon unanime.
La qualité graphique ainsi que la liberté de mouvement de la caméra font partie des points les plus acclamés par la critique,,. L'interface notamment, revue depuis la bêta, est décrite comme « intuitive et claire »,,. L'aspect innovant du volet multijoueur est aussi remarqué à sa sortie, le mode en ligne faisant la « spécificité » du jeu. Pour IGN, Cities XL « fait avancer le genre sur le bon chemin », tandis que Jeuxvideo.com décrit le jeu comme « la nouvelle référence en matière de city-builders contemporains ».
Néanmoins, la presse dénote aussi les défauts du gameplay qui nuisent à l'intérêt du jeu. Celui-ci, consistant principalement à faire grandir sa ville tout en veillant à gérer convenablement les ressources nécessaires à la bâtir, peut ainsi devenir « routinier et répétitif », du fait de la simplification excessive du système économique inhérente au concept de « tokens »,. De même, l'offre planète, un des volets phares de Cities XL est considéré par Factornews comme une « déception ». GameSpot considère que le mode multijoueur est mal exploité malgré son caractère innovant et demeure « limité » en termes de fonctionnalités, déplorant également le coût excessif de l'abonnement à l'offre planète par rapport aux possibilités de jeu.
La majeure partie des critiques se concentre cependant sur le manque de fonctionnalités de base. La quasi-totalité des titres de presse déplore l'absence de transports en commun à la sortie, considérés comme essentiels sur ce genre de jeux,. La presse spécialisée regrette également l'absence d'éléments pouvant contribuer au réalisme, comme les bruitages, les catastrophes ou les conditions météorologiques changeantes,.

### Ventes
Cities XL demeure malgré tout un échec commercial pour Monte Cristo, le jeu s'étant vendu à seulement 100 000 exemplaires trois mois après sa sortie contre les 300 000 prévus par le développeur pour rentabiliser l'investissement. Le faible nombre d'abonnés à l'offre planète force également le studio de développement à fermer le service cinq mois après son exploitation, considéré jusqu'alors comme le volet le plus innovant du jeu. Face à ces résultats, Monte Cristo pointe du doigt la santé du marché du jeu vidéo sur PC.
Héritant d'une situation financière délicate après l'important investissement sur Cities XL, cet échec conduit Monte Cristo à sa fermeture définitive.